# Eurytoma aethiops
Eurytoma aethiops är en stekelart som beskrevs av Karl Henrik Boheman 1836. Eurytoma aethiops ingår i släktet Eurytoma och familjen kragglanssteklar. Arten är reproducerande i Sverige. Inga underarter finns listade i Catalogue of Life.